# ريوأوليفييه إيواموتو
ريوأوليفييه إيواموتو (باليابانية: 岩元 颯オリビエ) (3 أبريل 1996 في كاغوشيما في اليابان – )؛ هو لاعب كرة قدم ياباني سابق كان يلعب كمهاجم.

## وصلات خارجية
- ريوأوليفييه إيواموتو على موقع رابطة كرة القدم اليابانية للمحترفين (اليابانية)
- ريوأوليفييه إيواموتو على موقع قاعدة بيانات كرة القدم.إي يو (الإنجليزية)
- ريوأوليفييه إيواموتو على موقع Soccerway.com (الإنجليزية)
- ريوأوليفييه إيواموتو على موقع عالم كرة القدم.نت (الإنجليزية)